# 알렉산드르 폿시발로프
알렉산드르 포드쉬발로프(영어: Aleksandr Podshivalov , 1964년 9월 6일 ~ )는 샤샤라는 등록명으로 K리그에서 활약했던 축구 선수다. 샤샤라는 등록명은 사샤 드라쿨리치보다 이 선수가 먼저 사용했다. 유공 코끼리 / 부천 유공 / 부천 SK에서 1994년에서 1997년까지 활약하였으며 포지션은 골키퍼였다.
구 소련에서 100경기 이상에서 클린 쉬트를 기록한 선수들만 들어갈 수 있는 레프 야신 클럽의 멤버이다.
한편, 1994년 9월 29일 유공과 입단계약을 체결했는데   당시 유공은 주전 골키퍼 차상광이 아시안게임 대표로 차출된 데다 차상광 이적 전까지 주전 골키퍼로 뛴 유대순이  8월 7일 자체 연습 도중 오른쪽 발목을 다쳐 4주 진단을 받았으며 신인 이용발은 데뷔전(4월 9일) 이후 발목수술을 받아 경기에 나설 수 없었고 또다른 신인 김민철은 8월 31일이 되어서야 경기에 출전하지 못할 만큼 기량이 크게 떨어져 골키퍼 공백이 생기자 본인(샤샤)을 영입했다.